# Fosse Romanche
Pour les articles homonymes, voir Romanche (homonymie).
La fosse Romanche ou fosse de la Romanche (aussi appelé sillon Romanche, faille Romanche ou Zone de fracture Romanche) est la troisième plus profonde fosse océanique de l'océan Atlantique, après la fosse de Porto Rico et la fosse des Sandwich-du-sud. Elle découpe la dorsale médio-Atlantique, juste au nord de l'équateur, au point le plus étroit entre le Brésil et l'Afrique de l'Ouest, s'étendant de 2°N à 2°S de latitude et de 16°W à 20°W de longitude. La fosse fait partie de la zone majeure de failles transformantes qui borde la dorsale. Elle est située entre le bassin du Sierra Leone au nord et nord-est et le bassin Sud-Atlantique à l'est et au sud-est, le bassin nord-brésilien au sud et sud-est et la dorsale nord-atlantique à l'ouest et nord-ouest. Géologiquement, c'est un sillon de la plaque sud-américaine à l'ouest et un de la plaque africaine à l'est. 
La fosse a une profondeur de 7 760 m, pour une longueur de 300 km et une largeur moyenne de 19 km, permettant une circulation importante des profondeurs des bassins atlantiques ouest vers le bassins Atlantique est. L'eau circule dans la fosse d'ouest en est avec un débit de 3,6 × 106 m3/s d'une eau à 1,57 °C.
La fosse tient son nom du navire de la marine nationale française La Romanche qui lors de son retour d'une mission scientifique dans la région de la Terre de feu, a découvert cette fosse en 1883.

## Sources et bibliographie
- (en) Cet article est partiellement ou en totalité issu de l’article de Wikipédia en anglais intitulé « Romanche Trench » (voir la liste des auteurs).
- Schlitzer, Reiner, et.al.; 1985; A meridional 14C and 39Ar section in northeast Atlantic deep water; Journal of Geophysical Research, Volume 90, Issue C10, p. 6945-6952 abstract